# Acropyga
Acropyga là một chi kiến trong phân họ Formicinae. Một vài loài là côn trùng gây hại gián tiếp.

## Phân bố
Acropyga được tìm thấy ở châu Mỹ, Nam Phi, Ấn Độ đến Đông Nam Á và Úc. A. palearctica chỉ được phát hiện ở Hy Lạp. Các mẫu hoá thạch của Acropyga  được phát hiện ở Burdigalian trong hổ phách Dominica và một vài cá thể được bảo tồn trong Electromyrmococcus mealybug. Các hoá thạch này đại diện cho các ghi nhận cổ nhất về mối quan hệ giữa mealybugs và các loài kiến trong chi Acropyga.

## Các loài
| - Acropyga acutiventris Roger, 1862 - Acropyga ambigua Emery, 1922 - Acropyga amblyops Forel, 1915 - Acropyga arnoldi Santschi, 1926 - Acropyga bakwele LaPolla & Fisher, 2005 - Acropyga baodaoensis Terayama, 1985 - Acropyga berwicki Wheeler, 1935 - Acropyga borgmeieri Donisthorpe, 1939 - Acropyga bruchi Santschi, 1929 - Acropyga butteli Forel, 1912 - Acropyga crassicornis Emery, 1900 - Acropyga decedens (Mayr, 1887) - Acropyga distinguenda Karavaiev, 1935 - Acropyga dodo (Donisthorpe, 1946) - Acropyga donisthorpei Weber, 1944 - Acropyga dubia Karavaiev, 1933 - Acropyga dubitata (Wheeler & Mann, 1914) - Acropyga emeryi (Forel, 1915) - Acropyga epedana Snelling, 1973 - Acropyga exsanguis (Wheeler, 1909) - Acropyga fuhrmanni (Forel, 1914) - Acropyga goeldii Forel, 1893 - Acropyga guianensis Weber, 1944 - Acropyga indistincta Crawley, 1923 - Acropyga indosinensis Wheeler, 1935 - Acropyga inezae Forel, 1912 - Acropyga jiangxiensis Wang & Wu, 1992 - Acropyga kathrynae Weber, 1944 - Acropyga lauta Mann, 1919 | - Acropyga major Donisthorpe, 1949 - Acropyga marshalli (Crawley, 1921) - Acropyga meermohri (Staercke, 1930) - Acropyga mesonotalis Weber, 1944 - Acropyga moluccana Mayr, 1879 - Acropyga myops Forel, 1910 - Acropyga nipponensis Terayama, 1985 - Acropyga oceanica Emery, 1900 - Acropyga oko Weber, 1944 - Acropyga pachycera (Emery, 1906) - Acropyga paleartica Menozzi, 1936 - Acropyga pallida (Donisthorpe, 1938) - Acropyga paludis Weber, 1944 - Acropyga panamensis Weber, 1944 - Acropyga paramaribensis Borgmeier, 1933 - Acropyga parvidens (Wheeler & Mann, 1914) - Acropyga pickeli Borgmeier, 1927 - Acropyga quadriceps Weber, 1944 - Acropyga robae Donisthorpe, 1936 - Acropyga rutgersi Buenzli, 1935 - Acropyga sauteri Forel, 1912 - Acropyga silvestrii Emery, 1915 - Acropyga smithii Forel, 1893 - Acropyga termitobia Forel, 1912 - Acropyga trinitatis Weber, 1944 - Acropyga undecema (Donisthorpe, 1949) - Acropyga urichi Weber, 1944 - Acropyga wheeleri Mann, 1922 |